# Famille Farina
 (juin 2016).
Pour les articles homonymes, voir Farina.

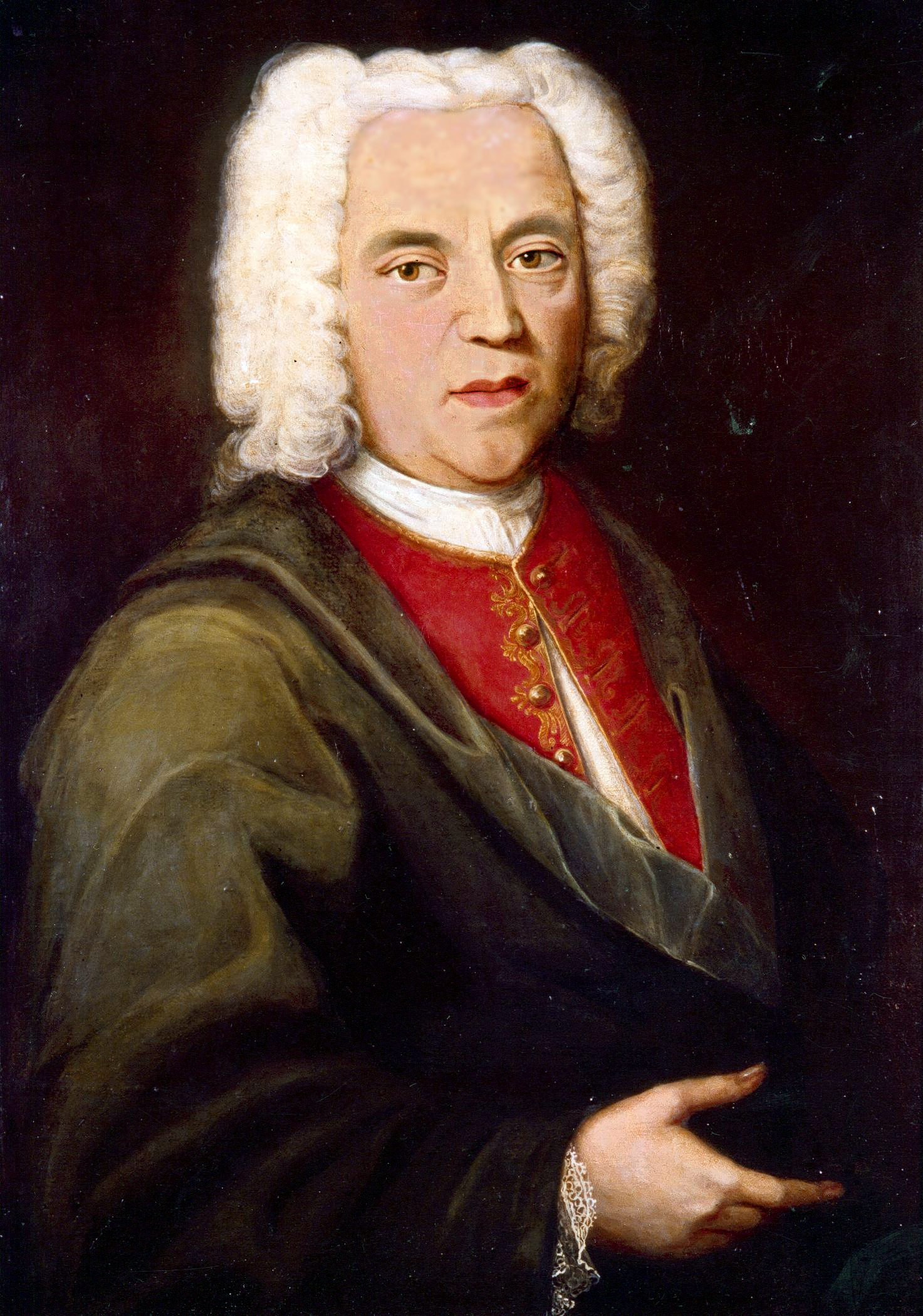
Jean Marie Farina 1685–1766

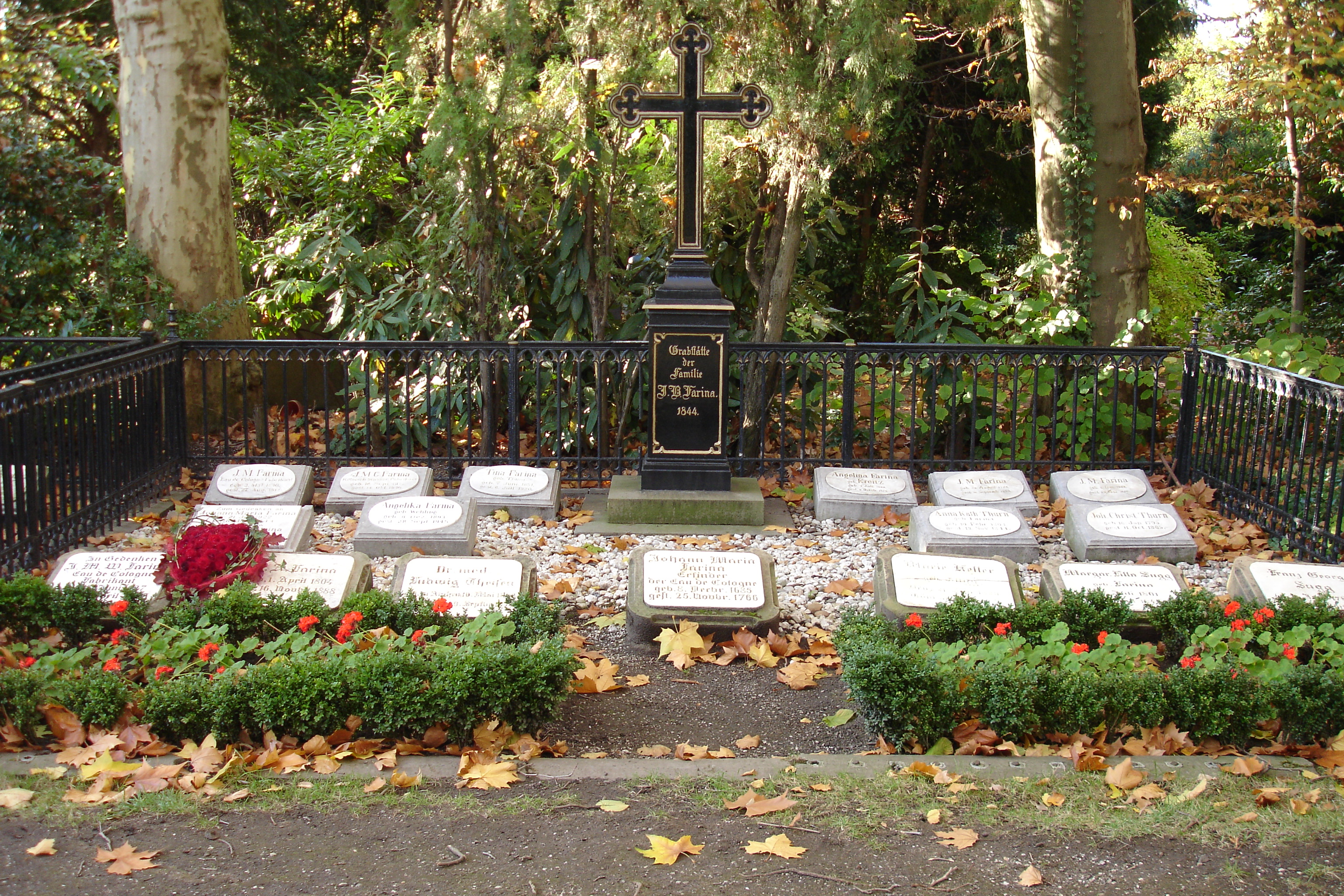
Cimetière Melaten à Cologne

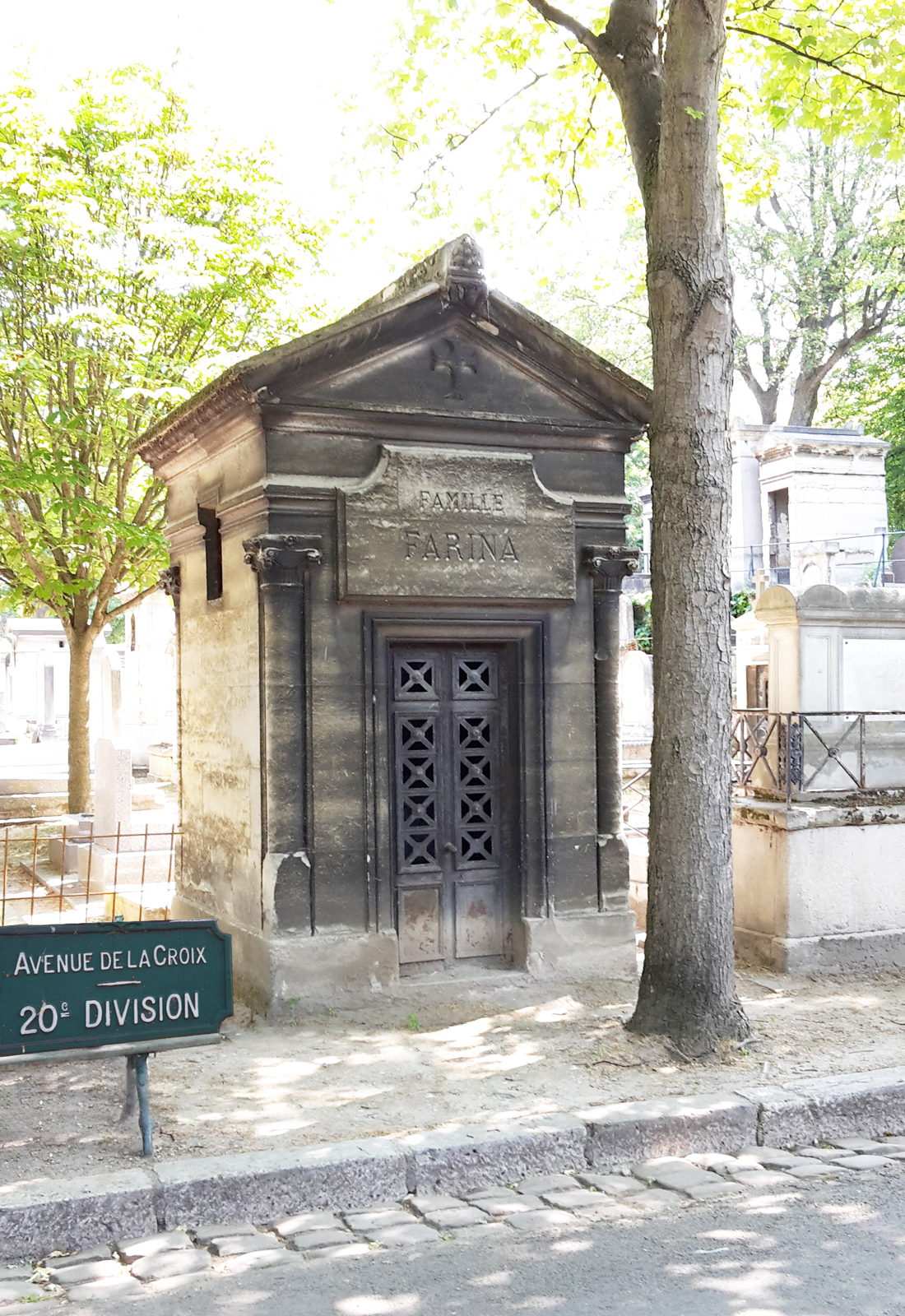
Cimetière Montmartre à Paris

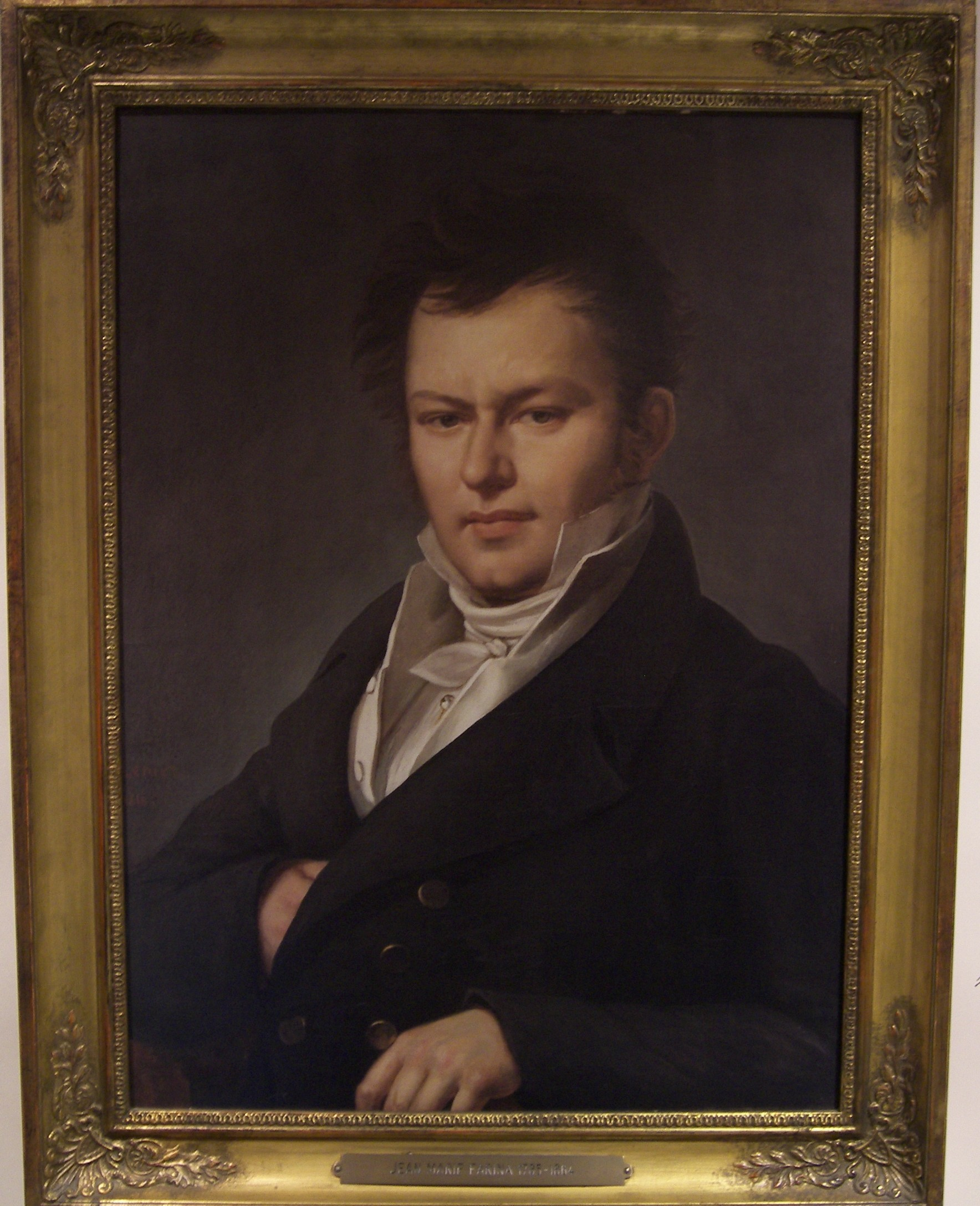
Jean Marie Joseph Farina 1785-1864

La famille Farina est originaire d'Ancône, ville centrale d'Italie, et est citée dans de nombreux documents de 1264 à 1410. 
Au XVe siècle, après l'épidémie de peste, ils fondèrent avec six autres familles le village de Santa Maria Maggiore dans le Val Vigezzo (Nord de l'Italie). 
Le membre le plus connu de la famille, Jean Marie Farina (1685-1766), créa un nouveau parfum, qu'il appela eau de Cologne. Il posa ainsi la base de la parfumerie moderne.
La famille, d'origine italienne, possède une branche allemande ainsi qu'une branche française. 

## Arbre généalogique
1. Giovanni Maria Farina (1521–1586) ∞ Angelina Mellerio (1532–1572)
  1. Giovanni Antonio Farina (1562–1634) ∞ Maria Balconi (1571–1625)
    1. Giovanni Maria Farina (1590–1665) ∞ Elisabeta Zanoli (1601–1672)
      1. Giovanni Antonio Farina ∞ Dominica Rossi
      2. Giovanni Battista Farina (1622–1681) ∞ Caterina Gennari (1622– )
        1. Margherita Farina (1646–1713) ∞ Giuseppe Gazzoni
        2. Giovanni Maria Farina, Conseiller municipal à Maastricht (1657–1732) ∞ Catherine Groulard (–1732)
        3. Giovanni Antonio Farina (1661–1747) ∞ Lucia Salina (1661– )
          1. Jean Baptiste Farina, Fondateur de Farina gegenüber (1683–1732) ∞ Anna Maria Zanoli (1683–1751)
            1. Joseph Antoine Farina (1709–1737)
            2. Jean Marie Farina III, Le distillateur (1713–1792) ∞ Maria Magdalena Brewer (1730–1799)
              1. Jean Baptiste Farina (1758–1844) ∞ Maria E. Walburga Melchers (1768–1845)
                1. Jean Marie Farina (1797–1833) ∞ Marie Angelina Kreitz (1802–1857)
                  1. Anna Walburga Farina (1825–1866) ∞ Johann Maria C. Heimann (1822–1901)
                    1. Jean Marie Heimann, Conseiller commercial (1848–1921) ∞ Friederike Eugenie Kroeger (1854–1948)
                      1. Jean Marie Heimann (1878–1931) ∞ Henriette A. Neven DuMont (1884–)

                    2. Johann Maria A. Heimann (1852–1885) ∞ Maria Antoinette Tillmann (1860–)
                      1. Dr Carl Hubert Heimann (1882–1941) ∞ Hedwig Elisabetha Hedborn (1889–1969)
                        1. Marianne Heimann, Donatrice de la Langen Foundatiom (1911–2004) ∞ Victor Langen, Président de la chambre de commerce et d'industrie de Düsseldorf, IHK zu Düsseldorf (1910–1990)

                      2. Therese Else Heimann (1883–1915) ∞ Hermann Eduard Carl Ebers (1881–1955)
                        1. Brigitte Antonie Theodora Ebers (1908–1974) ∞ Franz de Paula Maria Freiherr von Hennet (1901–1965)

                2. Carl Anton Farina, Gutsherr (1804–1888) ∞ Anna Eva Weinreis (1810–1874)
                  1. Johann Maria F. Farina (1840–1914) ∞ Tina Thurn (1851–1920)
                    1. Johann Maria C. Farina (1877–1946) ∞ Angelika Gottfried Wehling (1893–1945)
                      1. Johann Maria Wolfgang Farina, Prinz Karneval 1952 (1927–2005) ∞ Tina Hüber, parfumeur
                        1. Johann Maria Farina ∞ Christiane Louise Welcker
                          1. Christina Maria Louise Farina

                        2. Johann Maria Alexander Farina ∞ Hilke Schulz
                          1. Amélie Nina Farina
                          2. Julia Farina

                3. Maria Anna Walburga Farina (17 mai 1812 jusqu'au 9 janvier 1892) ∞ Johann Baptist Friedrich Phillip Heimann (7 janvier 1810 jusqu'au 12 février 1860)
                  1. Maria Elise Friederica Hubertina Heimann (7 août 1834 jusqu'au 26 novembre 1906) ∞ Dr Nicolas Simrock (15 mai 1832 jusqu'au 11 mai 1873)
                  2. Clara Franzisca Angelica Hubertina Heimann (22 juin 1839 jusqu'au 30 avril 1928) ∞ Friedrich August Simrock (2 janvier 1837 jusqu'au 20 août 1901)

              2. Jean Marie Farina, conseiller municipal (1762–1806)
              3. Carl Anton H. Farina, membre de magistrat (1770–1850) ∞ Anna Maria Brewer (1774–1834)
                1. Jean Maria Farina, initiateur de la protection de la marque (1809–1880) ∞ Marie Josephine P. DuMont (1812–1870)
                  1. Maria Margaretha Farina (1835–1879) ∞ Christian Friedrich Mumm von Schwarzenstein (1832–1906)
                    1. Elisabeth Johanna Maria Mumm von Schwarzenstein (27 mars 1860 jusqu'au 30 mars 1933)
                    2. Otto Hugo Mumm von Schwarzenstein (1862–1929) ∞ Mathilde Eugenie Mumm von Schwarzenstein (1865–1929)
                      1. Alexander Ottilie Mumm von Schwarzenstein (1891–1953) ∞ Fedor Franz Karl von Bock (1876–1943)

                    3. Peter Ewald Alexander Mumm von Schwarzenstein (1863–1927)
                    4. Hugo Otto Arnold Mumm von Schwarzenstein (31 août 1865 jusqu'au 28 mai 1914) ∞ Jacobine Rudolphine Sophie Marie Deichmann (25 juin 1869 jusqu'au 17 mars 1916)
                    5. Ottilia Henriette Josephine Mumm von Schwarzenstein (19 septembre 1867 jusqu'au 16 décembre 1939) ∞ Dr Julius Eduard Richard von Schnitzler (30 avril 1855 jusqu'au 20 novembre 1938)

                  2. Otto Chr. Johann Maria Farina (1837–1892) ∞ Louise Friederike Heimann (1843–1941)
                  3. Johann Maria Carl Farina (1840–1896) ∞ Emma Ida von Glucsak (1853–1929)

          2. Jean Marie Farina, Parfumeur et inventeur de l'Eau de Cologne (1685–1766)
          3. Carl Hieronimus Farina (1693–1762) ∞ Maria Teresa Vicini (1694–1772)
            1. Jean Antoine Farina (1718–1787) ∞ Jacoba Maria Paula Barbieri (1726–1784)
              1. Carl Hieronimus Andrea Farina (1750–1850) ∞ Maria Antonia Borgnis (1760–1819)
                1. Jean Marie Joseph Farina, Fondateur de la Maison à Paris (1785–1864) ∞ Barbe Cath. Suireau Durochereau

          4. Anna Mathea Farina (1695–1770) ∞ Franz Balthasar Borgnis

        4. Elisabeth Farina ∞ Francesco Lupetti
        5. Caterina Farina ∞ Giovanni Giacomo Mellerio

  2. Giovanni Battista Farina (1564–1639) ∞ Maria Cavalli

## Pour approfondir